# Малоорловский сельский совет
Малоорловский сельский совет (укр. Малоорлівська сільська рада) — административно-территориальная единица Шахтерского района Донецкой области, Украины.
Население — 2367 человек.
В состав Малоорловского сельского совета входят: села Малоорловка, Камышатка, Новоорловка, Шевченко и поселок Славное.

## Должностные лица
Председатель, в настоящее время — Козак Татьяна Николаевна.